# Gobiceratops minutus
Gobiceratops minutus es la única especie conocida del género extinto  Gobiceratops  (“cara con cuenos de Gobi”) de dinosaurio ceratopsiano bagaceratópsido, que vivió a finales del período Cretácico, hace aproximadamente 83 millones de años, en el Santoniense de Asia. 
Sus restos se encontraron en la formación Baruun goyot, al sur del Aimak Gobi, en los bajios de Nemegt, localidad de Khermin Tsav, Mongolia. Esta basado en un diminuto cráneo de  3,5 centímetros de largo. El espécimen tipo pertenecía a un individuo joven. Se piensa que Gobiceratops habría estado relacionado con Bagaceratops, y ser miembro de Bagaceratopsidae, lo que hace suponer que el origen de esta familia, es asiático. Descrito en 2008 por Alifanov, la especie tipo es G. minutus que hace referencia a su tamaño minúsculo.
Era un dinosaurio con cuernos minúsculo, con órbitas grandes y grandes ventanas temporales bajas. La región de contacto del cráneo y preorbitales es baja, y región occipital alta y ancha. El hueso rostral está ausente. Las fosas anteorbitales están situadas bajo las órbitas; ventanas subnarial situadas conforme a su margen anterior, más ancho y levemente más arriba que las narinas. Un supraoccipital grande y ancho. Dorsalmente, prefrontales carecen el contacto con los frontales debido a procesos posteriores largos de los nasales, que alcanzan la frontera orbital. El cuerno nasal se forma levemente para proyectar un tubérculo con la base ancha. Frontales con los bordes orbítales intermedios cóncavos y los procesos posterolateral masivos. Sutura nasofrontal en forma de V o de U. Postorbitales y parietales colindándose, excepto los frontales en la formación del borde de las ventanas temporales superiores. Ancho parietal, con una cresta intermedia corta en la parte occipital del hueso. Ventanas ausentes en parietal. Proceso occipital de los maxilares largos, alcanzando la línea de frontera orbital posterior. Proceso de cuadradoyugal de los yugales tienen cresta bien-pronunciada con la base ancha. Cuadradoyugal grande, se abre lateralmente. Dentarios que carece proceso angular. Surangulares y angularrs aproximadamente iguales en área de la superficie lateral. Espleniales que alcanza la línea occipital del centro de fosas aductoras. Cada mandíbula inferior con seis dientes funcionales.